# أوي غوستافسون
أوي غوستافسون هو مترجم كندي، ولد في 1938 في كندا.